# Башев, Алексей Андреевич
Алексе́й Андре́евич Ба́шев (род. 31 июля 1995, пос. Тобол, Костанайская область, Казахстан) — российский регбист, левый или правый столб (фланкер) команды «Локомотив-Пенза» и сборной России по регби-7.

## Карьера
Алексей начал заниматься регби с 15 лет. Первым тренером был Артём Сергеевич Чупров. В 2017 году стал частью регбийного клуба «Металлург», в дальнейшем играл в Красном Яре и с 2019 года по настоящее время играет в клубе «Локомотив-Пенза».
Призывался в юношеские сборные по классическому регби и регби-7. На начало 2020 года является постоянным игроком сборной по регби-7.